# Tykke-Niels
Tykke-Niels er en fiktiv skoleelev og hovedperson i den danske bogserie skrevet af forfatteren Niels O. Levinsen. Serien består af 15 bøger fra 1938 til 1970 og udkom anonymt på Frederik E. Pedersens Forlag med bogomslag og illustrationer af Stig Lommer. I 2010 genudgav Uhrskov bind 1 i serien.

## Persongalleri
- Tykke-Niels. Teenager, skoleelev, med overudviklet humoristisk sans; en boys-will-be-boys fandenivoldskhed der konstant bringer ham i uføre.
- Valde. Klassekammerat, Niels' tro væbner.
- Alf. Klassekammerat, lever i evig frygt for Niels og Valdes numre.
- Sjakalen. Matematiklærer og Tykke-Niels' ærkefjende.
- Aksel Brun. Overretssagfører, Niels' hårdtprøvede far.
- Tante Amalie. Gammeljomfru, Niels' Faster.

## Bøger i serien
Den første Tykke-Niels-historie, "Skoleballet", blev trykt i Dansk Familie Blad i maj 1935. Derudover var der i en årrække ugentlige Pillerik-historier i seriebladet Skipper Skræk.
- Skolehistorier (1938)
- Tykke-Niels og sjakalen (1938)
- Tykke-Niels igen (1939)
- Tykke-Niels som lærer (1939)
- Tykke-Niels i vinden (1940)
- Tykke-Niels maser paa (1941)
- Tykke-Niels og træf (1942)
- Tykke-Niels triumferer (1942)
- Tykke-Niels tjener penge (1942)
- Tykke-Niels i knibe (1943)
- Tykke-Niels holder foredrag (1944)
- Tykke-Niels jobber (1970)
- Tykke-Niels i hopla (1970)
- Hov-hov, Tykke-Niels (1970)
- Tykke-Niels på husholdningsskole

## Pillerik
Fra 1950 udkom Pillerik; en bogserie der forekom at være skrevet af Tykke-Niels. Udgivet af Chr. Erichsens Forlag med omslag og illustrationer af Palle Wennerwald.
- Pillerik – den første (1950)
- Pillerik i kattepine (1950)
- Pip-pip Pillerik (1954)
- På'en igen Pillerik (1954)
- Pillerik og sjakalen (1958)
- Pas på, Pillerik (1958)
- Pillerik som "psykolog" (1961)
- Pillerik og pigerne (1961)
- Pillerik gør sig nyttig (1961)
- Pillerik i karantæne (1961)